# Bryaxis

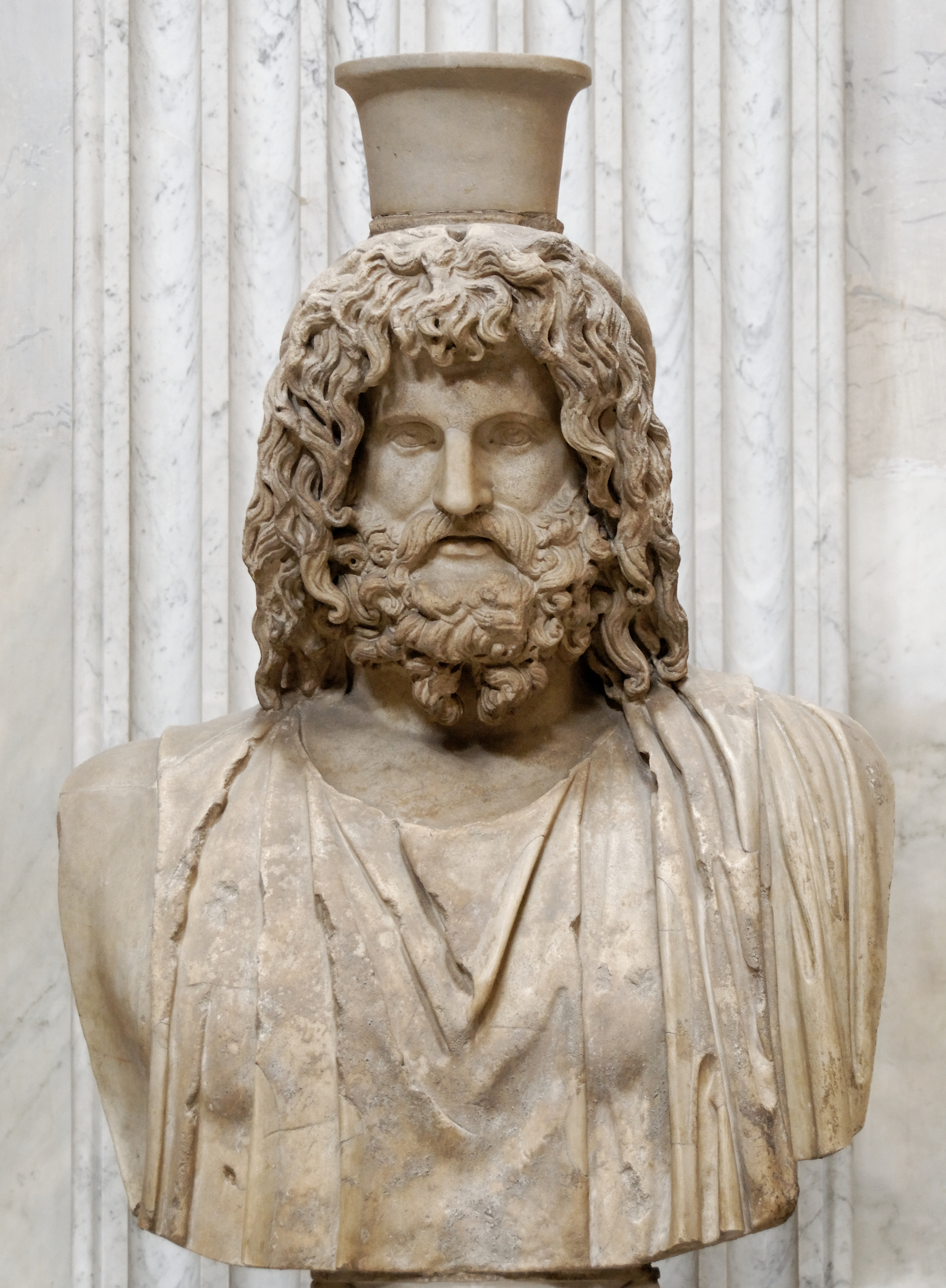
En byst av Serapis. Romersk kopia av Bryaxis original

Bryaxis var en grekisk skulptör på 300-talet före Kristus.
Namnet antyder karisk härstamning men traditionen anger att Bryaxis skall ha varit atenare. Han arbetade tillsammans med Skopas, Leochares och Timotheos på Mausolos i Halikarnassos gravvård. Kanske har man ett verk av honom i ett relieffragment därifrån, en persisk körsven. I Aten finns en Niketors jämte bas, som bär hans signatur, men som för övrigt pryds av en mer hantverksmässigt utförd ryttarrelief. Mest berömd var Bryaxis för sin Serapisstaty i Alexandria. Dessutom omtalas en hel rad kolossalstatyer av honom: fem på Rhodos, en stående Apollon, samt en Dafne i Syrien, vilken finns avbildad på ett par mynt. 313-312 f. Kr. gjorde Bryaxis ett porträtt åt Seleukos I.